# Corchorus macropterus
Corchorus macropterus là một loài thực vật có hoa trong họ Cẩm quỳ. Loài này được G.J.Leach & Cheek mô tả khoa học đầu tiên năm 1992.